# 瑪肯西·史考特
麥謹思·史考特（英語：MacKenzie Scott，原姓督陶（Tuttle），1970年4月7日—）是一名美國小說家和億萬富翁。麥謹思為亞馬遜公司創辦人杰弗里·贝索斯的前妻，二人在1993年結婚，2019年離婚。2014年，貝索斯創立反欺凌組織旁觀者革命，麥謹思擔任行政總監。1993年，麥謹思與贝索斯結婚，1年後兩人至西雅圖共同創辦了亞馬遜公司，後者擔任執行長，麥謹思則是創始元老員工之一，二人後來成為全球最富裕的伴侶。2019年1月，雙方共同宣布離婚。同年4月，麥謹思在推特上表示已經達成350億美元的離婚協議，協議生效後將令麥謹思成為全球第四富有的女性。在2019年美國400富豪榜，她以361億美元的資產，排名第15名。在2020年9月公佈的福布斯美國400富豪榜排名第13名，資產達570億美元。

## 早年生活
1970年4月7日，麥謹思·史考特·督陶在美國加利福尼亞州三藩市出生，父親是財務策劃而母親是家庭主婦。1988年，麥謹思畢業於康乃狄克州霍奇基斯学校。
1992年，麥謹思在普林斯顿大学英文系以最高榮譽畢業並獲得學士學位。麥謹思師承著名作家托妮·莫里森，莫里森曾形容貝索斯「是創意寫作班裡面其中一位最佳學生」。

## 個人生活
1992年，麥謹思在紐約市的對衝基金公司邵大埃公司工作，當時的上司正就是貝索斯。1993年，二人結婚，並在翌年遷居華盛頓州的西雅圖。麥謹思和貝索斯育有四名孩子：三名兒子和一名來自中國的養女。
2014年，貝索斯成立反對欺凌的組織－「旁觀者革命」，其妻麥謹思便擔任公司的行政總監。
2019年1月9日，麥謹思·貝索斯和杰弗里·贝索斯在推特上宣布二人離婚，結束26年的婚姻：
|                                            | 正如我們的家人和密友所知悉，經過一段長時間的愛情探究時期和嘗試分開後， 我們決定離婚，並以朋友的關係繼續生活。 我們對於找到彼此感到十分幸運，我們都對結婚以來的每一年感到非常感激。 若果我們一早知道25年後會分開，我們仍然會再做一遍。 |
| ——杰弗里與麥謹思（節錄自貝索斯的推特聲明） | |

在此時間點兩人共同持有亞馬遜公司16.3%股權。同年4月4日，雙方達成最終版的離婚協議，杰弗里·贝索斯將會繼續持有亞馬遜股份中的75%，麥謹思分得25%，令其一躍成為全球第三富有的女性以及全球億萬富豪之一。她在2020年宣布，在過去的一年已經捐出接近17億美元，給那些支持種族和性別平等的人，以及致力於應對氣候變化和改善公共衛生的人。

## 獎項
- 2006年美國圖書獎（英语：American Book Award）[23]

## 著作
- . Fourth Estate. 2005. ISBN 978-0-00-719287-8. 网址－维基内链冲突 (帮助)[24]
- . Knopf. 2013. ISBN 978-0-307-95973-7.[25]

## 外部鏈結
- John Marshall. . Seattle Post-Intelligencer. 2005-08-26  [2019-04-05]. （原始内容存档于2018-12-26）.
- Brian Miller. . Seattle Weekly. 2005-09-14  [2019-04-05]. （原始内容存档于2018-12-26）.